# Caussade-Rivière
Caussade-Rivière – miejscowość i gmina we Francji, w regionie Oksytania, w departamencie Pireneje Wysokie.
Według danych na rok 1990 gminę zamieszkiwało 95 osób, a gęstość zaludnienia wynosiła 15 osób/km² (wśród 3020 gmin regionu Midi-Pyrénées Caussade-Rivière plasuje się na 968. miejscu pod względem liczby ludności, natomiast pod względem powierzchni na miejscu 1380.).